# Creighton Abrams
Creigton Williams Abrams Jr. (15 tháng 9 năm 1914 – 4 tháng 9 năm 1974) là một trong các Đại tướng của Lục quân Hoa Kỳ. Ông từng đảm nhận chức vụ Tư lệnh các lực lượng viễn chinh Hoa Kỳ tại miền Nam Việt Nam trong Chiến tranh Việt Nam từ tháng 12 năm 1968 đến tháng 11 năm 1972. Sau khi tiếp quản chức vụ này, ông là tác giả của chiến thuật quân sự "Quét và giữ" thay thế cho chiến thuật "Tìm và diệt" của Đại tướng William Westmoreland, người tiền nhiệm. Đây là giai đoạn mà quân số của quân đội Hoa Kỳ giảm từ 530.000 xuống còn 48.000 quân nhân và nhân viên quân sự. Trong thời gian không dài, Abrams nắm giữ chức Chủ tịch Hội đồng Tham mưu trưởng liên quân của Quân đội Hoa Kỳ kể từ tháng 12 năm 1972 đến trước khi ông qua đời vào năm 1974. Để tôn vinh ông, quân đội Hoa Kỳ đã lấy tên ông để đặt cho loại xe tăng chủ lực thông dụng nhất trong quân đội Hoa Kỳ hiện nay là M1A1 Abrams.